# Хронологија СФРЈ децембар 1990.
Хронолошки преглед важнијих догађаја везаних за друштвено-политичка дешавања у Социјалистичкој Федеративној Републици Југославији (СФРЈ) и деловање Савез комуниста Југославије (СКЈ), као и општа политичка, друштвена, спортска и културна дешавања која су се догодила у току децембра месеца 1990. године.
| ← новембар | ← новембар | ← новембар | ← новембар | ← новембар | ← новембар | ← новембар | ← новембар | Хронологија СФРЈ током 1990. | Хронологија СФРЈ током 1990. | Хронологија СФРЈ током 1990. | Хронологија СФРЈ током 1990. | Хронологија СФРЈ током 1990. | Хронологија СФРЈ током 1990. | Хронологија СФРЈ током 1990. | Хронологија СФРЈ током 1990. | Хронологија СФРЈ током 1990. | Хронологија СФРЈ током 1990. | Хронологија СФРЈ током 1990. | Хронологија СФРЈ током 1990. | Хронологија СФРЈ током 1990. | Хронологија СФРЈ током 1990. | Хронологија СФРЈ током 1990. | јануар '91. → | јануар '91. → | јануар '91. → | јануар '91. → | јануар '91. → | јануар '91. → | јануар '91. → | јануар '91. → |
| С          | Н          | П          | У          | С          | Ч          | П          | С          | Н                            | П                            | У                            | С                            | Ч                            | П                            | С                            | Н                            | П                            | У                            | С                            | Ч                            | П                            | С                            | Н                            | П             | У             | С             | Ч             | П             | С             | Н             | П             |
| 1          | 2          | 3          | 4          | 5          | 6          | 7          | 8          | 9                            | 10                           | 11                           | 12                           | 13                           | 14                           | 15                           | 16                           | 17                           | 18                           | 19                           | 20                           | 21                           | 22                           | 23                           | 24            | 25            | 26            | 27            | 28            | 29            | 30            | 31            |

## Догађаји

### 1. децембар
- У Београду одлуком Светог архијерејског синода Српске православне цркве, због немогућности вршења дужности тадашњег патријарха Германа, за новог патријарха изабран епископ рашко-призренски Павле (на функцији остао је до своје смрти 15. новембра 2009). Устоличен је у Саборној цркви у Београду, 2. децембра.

### 2. децембар
- На територији Социјалистичке Републике Босне и Херцеговине одржан други круг парламентарних избора.

### 3. децембар
- Објављен интервју новинара Мирослава Лазанског са савезним секретаром за народну одбрану СФРЈ генералом армије Вељком Кадијевићем у којем је он изјавио — да се залаже за опстанак Југославије, уређене по систему демократског социјализма. Овај интервју изазвао је низ контроверзи у Хрватској и Словенији, где је протумачен као отворена претња.

### 5. децембар
- У Новом Саду одржан предизборни митинг Социјалистичке партије Србије под паролом За мир, слогу и бољи живот у јединственој Србији и федеративној Југославији, коме је присуствовало преко 70.000 грађана. На митингу је говорио говорио Слободан Милошевић председник Председништва СР Србије и кандидат СПС на председничким изборима.

### 6. децембар
- Сабор Републике Хрватске упутио Председништву СФРЈ захтев за смену савезног секретара за народну одбрану Вељка Кадијевића, због изјава датих у интервју 3. децембра.
- Скупштина Републике Словеније усвојила Закон о плебисциту и самосталности и независноти Републике Словеније, на основу кога је 23. децембра организован референдум о одвајању од СФРЈ.

### 9. децембар
- На територији Републике Србије одржан први круг првих вишепартијских парламентарних избора (други круг избора одржан је 23. децембра), на којима је од 7.036.303 бирача гласало 5.034.440 односно 71,49%. Највећи број гласова освојила је Социјалистичка партија Србије (реформисани Савез комуниста Србије), која је освојила 2.320.587 гласова односно 194 посланичких места; резултат преосталих парламентарних страна био је следећи: Српски покрет обнове — 19 мандата, Демократска странка — 7 мандата и остале странке 30 мандата. Нова Влада Србије формирана је 15. јануара 1991, а на њеном челу се налазио Драгутин Зеленовић.
- На територији Републике Србије, упоредо са парламентарним изборима одржани и председнички избори на којима је у првом кругу победио Слободан Милошевић, кандидат Социјалистичке партије Србије, освојивши 3.285.799 гласова односно 65,34%. Од осталих 31 кандидата истакао се Вук Драшковић, кандидат Српског покрета обнове, са освојених 824.674 гласова односно 16,40%. На дужност председника Републике Србије, Слободан Милошевић, дотадашњи председник Председништва СР Србије је ступио 11. јануара 1991. године.
- На територији Социјалистичке Републике Црне Горе одржани први вишепартијски парламентарни избори (упоредо је одржан и први круг председничких избора), на којима од 402.861 бирача гласало 304.940 односно 75,69%. Највећи број гласова освојио је Савез комуниста Црне Горе, који је освојио 171.316 гласова односно 83 посланичка места; резултат преосталих парламентарних странака био је следећи: Савез реформских снага Југославије за Црну Гору — 17 мандата, Демократски савез самосталних привредника Црне Горе — 13 мандата и Демократска коалиција — 12 мандата. Нова Влада Црне Горе формирана је 15. фебруара 1991, а на њеном челу се налазио Мило Ђукановић.

### 14. децембар
- У Београду председник Председништва СР Србије Слободан Милошевић примио др Радована Караџића, председника СДС БиХ и председника Српског националног вијећа Босне и Херцеговине, са групом привредника.

### 17. децембар
- У Београду одржана Десета конференција Организације Савеза комуниста у ЈНА на којој је у складу са одлуком о деполитизацији Југословенске народне армије, донета одлука о престанку рада ове организације. Пре формалног гашења организације, руководство ОСК у ЈНА формирало је Иницијативни одбор за оснивање Савеза комуниста — Покрета за Југославију (СК–ПЈ), који је своју промоцију имао 19. новембра у Београду, а званично је формиран на Конференцији СК–ПЈ одржаној 24. децембра.[1]

### 18. децембар
- У Београду Председништво СФРЈ одржало седницу, на којој се расправљало о најављеном референдуму о самосталности и независности Републике Словеније. Тада је оцењено је да је то — противуставан и једностран акт, којим се политиком свршеног чина покушава другим југословенским републикама наметнути решење, независно од њихових права и интереса.

### 19. децембар
- У Љубљани умро Габријел Ступица (1913—1990), познати југословенски сликар и дописни члан Југословенске академије знаности и уметности и Словеначке академије наука и уметности.

### 20. децембар
- У Сарајеву одржана прва седница вишестраначке Скупштине СР Босне и Херцеговине, на којој је према договору три водеће националне странке, изабрано ново руководство ове републике — председник Председништва постао је Алија Изетбеговић (СДА), председник Извршног већа Јуре Пеливан (ХДЗ) и председник Скупштине Момчило Крајишник (СДС).

### 21. децембар
- У Загребу, на заједничкој седници сва три већа Сабора Републике Хрватске усвојен Закон о грбу, застави и химни Републике Хрватске чиме су усвојена нова државна обележја Републике Хрватске (Законом су била замењена привремена државна обележја усвојена изменом Устава, 25. јула).
- У Книну Српско национално веће и Председништво Заједнице општина северне Далмације и Лике усвојило Статут српске аутономне области, којим је проглашена Српска аутономна област Крајина (САО Крајина). За председника Извршног већа САО Крајине изабран је Милан Бабић.

### 22. децембар
- У Загребу одржана свечана седница сва три већа Сабора Републике Хрватске на којој је проглашено доношење новог Устава Републике Хрватске (усвојен на седници дан раније), којим је Република Хрватска дефинисана као дом Хрвата и других народа. Свечаној седници су као гости присуствовали Милан Кучан, председник Председништва Републике Словеније и Алија Изетбеговић, председник Председништва СР Босне и Херцеговине. Седници није присуствовао нико од укупно 19 заступника српске националности, који су претходног дана у знак протеста (нови Устав је Србима у Хрватској укинуо статус конститутивног народа) напустили заседање Сабора.

### 23. децембар
- На територији Републике Словеније одржан референдум о осамостаљивању Словеније од СФР Југославије. Референдумско питање је гласило — Треба ли Република Словенија да постане независна и суверена држава? (словен. Ali naj Republika Slovenija postane samostojna in neodvisna država?). На референдуму је од 1.499.294 бирача гласало 1.457.020 (93,2%), а за осамостаљивање Словеније је гласало 1.289.369 бирача (88,2%).
- На територији Републике Србије одржан други круг парламентарних избора.
- На територији Социјалистичке Републике Црне Горе одржан други круг председничких избора. На изборима је од 402.905 бирача гласало 262.734 односно 65,2%. Победио је Момир Булатовић, кандидат Савеза комуниста Црне Горе, освојивши 203.616 гласова (57%), док је његов против кандидат др Љубиша Станковић, кандидат Савез реформских снага Југославије за Црну Гору, освојио 56.990 гласова (21,87%).
- У Љубљани Скупштина Републике Словеније усвојила нови Устав Републике Словеније.

### 24. децембар
- У Београду одржана Конференција Савеза комуниста – Покрета за Југославију (СК–ПЈ) на којој је изабрано руководство новоформиране партије, која се прогласила за политичког и правног наследника Савеза комуниста Југославије, а чије је језгро чинила Организација Савеза комуниста у ЈНА. За председника Југословенског одбора изабран је Драган Атанасовски, а за чланове Извршног одбора, између осталих су изабрани — бивши председник Комитета ОКС у ЈНА адмирал Божидар Грубишић, пензионисани генерали Бранко Мамула и Стеван Мирковић, универзитетски професори Мира Марковић и Никола Матовски, као и привредник Боро Микелић (Партија је постојала до 1994. када је након расцепа у руководству била окосница за стварање Југословенске левице).[2]

### 26. децембар
- У Љубљани Скупштина Републике Словеније саопштила резултате референдума о независности и овластила Владу да уколико се у наредних шест месеци не постигне споразум о преуређењу СФРЈ у конфедерацију, прогласи независност Словеније.
- Делегати Скупштина општина Книна, Грачаца, Обровца, Доњег Лапца, Бенковца, Титове Коренице и Војнића усвојили Статут САО Крајине.

### 31. децембар
- У Загребу Уставни суд Републике Хрватске прогласио неуставном одлуку Српског националног већа и Председништва Заједнице општина северне Далмације и Лике о формирању САО Крајине и изнео оцену да она у правном смислу не постоји.